# Chlorops ericensis
Chlorops ericensis är en tvåvingeart som beskrevs av Spencer 1986. Chlorops ericensis ingår i släktet Chlorops och familjen fritflugor.
Artens utbredningsområde är Victoria i Australien. Inga underarter finns listade i Catalogue of Life.